# Ferdinand I của Áo
Ferdinand I (19 tháng 4 năm 1793 – 29 tháng 6 name 1875) là Hoàng đế của Áo từ tháng 3/1835 cho đến khi thoái vị vào tháng 12/1848, đồng thời ông cũng là Chủ tịch Bang liên Đức (German Confederation), Vua của Hungary, Croatia và Bohemia với đế hiệu Ferdinand V; vua của Lombardy - Venetia và là người nắm giữ nhiều danh hiệu khác.
Ferdinand kế vị ngai vàng sau cái chết của cha mình là Francis II vào ngày 2/03/1835. Ông không có khả năng cai trị đế chế của mìh vì thiếu hụt trí tuệ, vì vậy mà cha của ông trước khi băng hà đã lập di chúc rằng Ferdinand phải hỏi ý kiến của chú mình là Công tước Louis trong việc cai trị đất nước. Hoàng đế cũng đã bị ảnh hưởng trực tiếp từ các chính sách ngoại giao của Klemens von Metternich, Bộ trưởng Ngoại giao của đế chế.
Sau cuộc Cách mạng 1848, Ferdinand thoái vị vào ngày 2/12/1848. Ông được kế vị bởi cháu trai của mình, Franz Joseph. Sau khi thoái vị ông sống tại Cung điện Hradčany, Prague, Cộng hoà Séc ngày nay, cho đến khi qua đời vào năm 1875.
Ferdinand kết hôn với Maria Anna của Savoy, con thứ sáu của Vua Victor Emmanuel I của Sardinia. Họ không có người con nào.

## Đầu đời
Ferdinand là con trai cả của Franz II và Maria Teresa của Napoli và Sicilia. Có thể do sự gần gũi về mặt di truyền của cha mẹ ông (là anh em họ đời đầu) nên Ferdinand bị chứng động kinh, não úng thủy, bị các vấn đề về thần kinh và trở ngại về khả năng nói. Ông được giáo dục bởi Nam tước Josef Kalasanz von Erberg, và vợ ông là Josephine, nữ bá tước von Attems.

## Cai trị

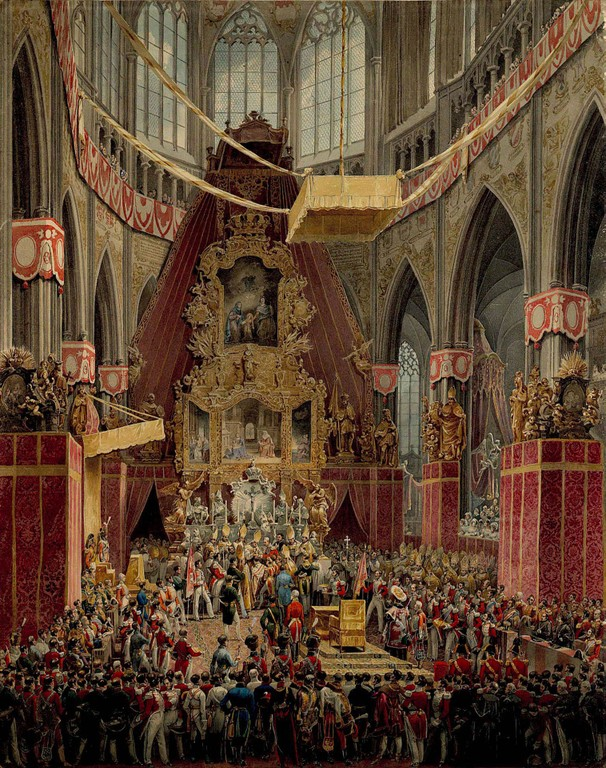
Lễ đăng quang của Vua Ferdinand V năm 1836 tại Praha

Ferdinand được miêu tả là người thiếu thông minh, không có khả năng cầm quyền cai trị đế chế, vì mỗi ngày ông phải trải qua tới 20 cơn co giật. Tuy nhiên thông qua cuốn nhật ký còn để lại, thì ông thể hiện cách viết rất mạch lạc, dễ đọc và thậm chí còn được cho là có đầu óc thông minh sắc sảo. Suốt thời cai trị của ông, Hội đồng nhiếp chính, gồm có Công tước Louis, Bá tước Kolowrat và Hoàng thân Metternich thực hiện nhiệm vụ chỉ đạo chính phủ.
Khi Ferdinand kết hôn với Công chúa Maria Anna của Savoy, bác sĩ triều đình cho rằng: không chắc hoàng đế có thể viên mãn trong cuộc hôn nhân. Vì vấn đề tình dục có thể làm cho ông lên cơn động kinh đến 5 lần. Ferdinand được các tài liệu sau này nhắc nhiều đến các mệnh lệnh mà do chính ông đưa ra cho các cận thần của mình, trong đó đáng chú ý nhất là mệnh lệnh với đầu bếp hoàng gia. Khi ông được thông báo là không thể ăn món Marillenknödel với nguyên liệu nhân bánh là quả mơ, vì mơ đã hết mùa. Ông đã nói với đầu bếp rằng: "Tôi là hoàng đế, và tôi muốn có Marillenknödel".

### Cách mạng 1848
Khi những đoàn người diễu hành qua cung điện trong cuộc Cách mạng 1848, Ferdinand đã yêu cầu Metternich giải thích. Vị hoàng thân này đã trả lời rằng, người dân đang thực hiện một cuộc cách mạng. Ferdinand đã nói rằng: "Nhưng họ có được phép làm điều đó không?". Ông bị Hoàng tử Felix của Schwarzenberg thuyết phục thoái vị để ủng hộ cháu trai mình là Franz Joseph lên ngôi và trở thành Hoàng đế Áo trong suốt 68 năm tiếp theo.
Ferdinand đã ghi lại các sự kiện này trong nhật ký của mình: "Mọi thứ kết thúc bằng việc tân Hoàng đế Franz Joseph quỳ gối trước Cựu hoàng, có nghĩa là tôi, và cầu xin một phước lành và tôi đã ban cho anh ấy bằng cách đặt hai tay lên đầu và làm dấu Thánh giá... rồi tôi ôm lấy anh ấy và hôn anh ấy, rồi chúng tôi về phòng, sau đó tôi và người vợ thân yêu của tôi nghe Thánh lễ... và dọn đồ đạc".

## Cựu hoàng (1848 - 1875)

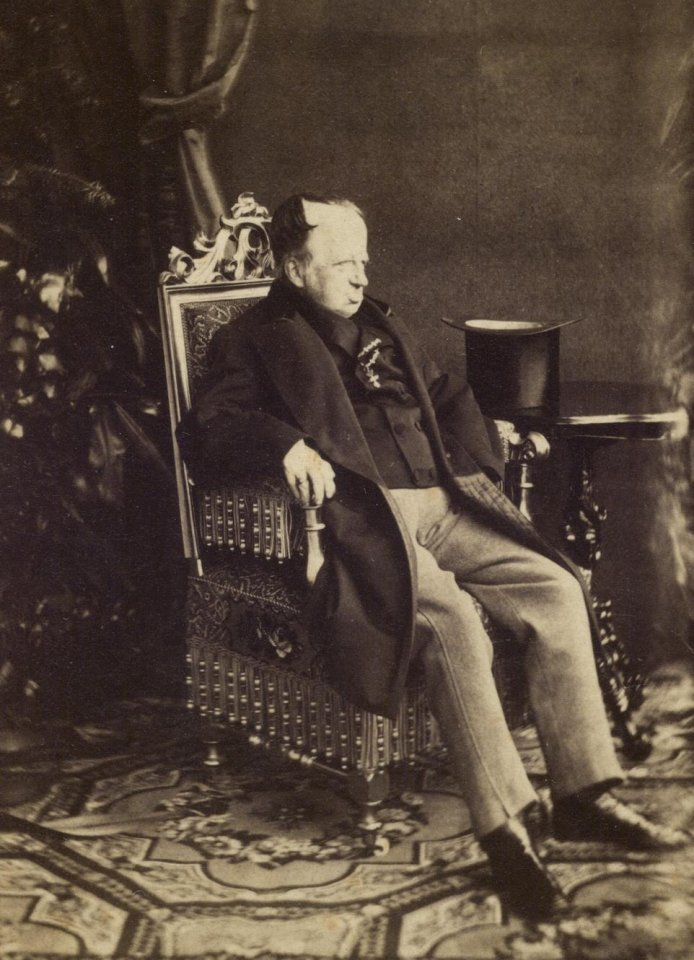
Ảnh của Ferdinand vào năm 1860

Ferdinand là vị vua cuối cùng của Bohemia được trao vương miện tại Praha, thủ phủ của Bohemia. Vì thế mà ông danh một thiện cảm khá lớn đối với Bohemia (nơi ông đã dành phần đời còn lại của mình trong Lâu đài Praha), ông được đặt cho biệt danh bằng tiếng Séc là "Ferdinand V, Người tốt bụng" (Ferdinand Dobrotivý). Ở Áo, Ferdinand được đặt biệt danh tương tự là "Ferdinand der Gütige" (Ferdinand người tử tế), nhưng cũng bị chế giễu là "Gütinand der Fertige" (Goodinand the Filled).
Ông được chôn cất trong ngôi mộ số 62 trong Imperial Crypt ở Vienna.

## Tước hiệu
Ferdinand đã sử dụng các tước hiệu sau:
Imperial and Royal Tông đồ Hoàng gia Ferdinand Đệ nhất, Bởi ân điển của Chúa
- Hoàng đế Áo, Vua của Hungary, Bohemia, thứ năm theo tên này, Vua của Lombardy và Venice, Vua của Dalmatia, Croatia, Slavonia, Galicia, Lodomeria, và Illyria;
- Vua Jerusalem v.v.
- Đại vương công Áo
- Đại Công tước của Tuscany và Cracow [từ năm 1846];
- Công tước của Lorraine, Salzburg, Styria, Carinthia và Carniola, Thượng và Hạ Silesia, thuộc Modena, Parma, Piacenza và Guastalla , Auschwitz và Zator, Teschen, Friuli, Ragusa, và Zara;
- Đại vương công của Transylvania;
- Margrave của Moravia;
- Bá tước thân vương của Habsburg, Kyburg, Tyrol, Gorizia và Gradisca;
- Thân vương của Trent và Brixen;
- Hầu tước của Hạ và Thượng Lusatia và ở Istria, Bá tước của Hohenems, Feldkirch, Bregenz, Sonnenberg, v.v.
- Lãnh chúa của Trieste, Cattaro và trong Windic March.

## Tổ tiên
Cha mẹ của Ferdinand là hai anh em họ đời đầu tiên vì họ có chung cả bốn ông bà (ông bà nội của Francis là ông bà ngoại của vợ và ngược lại). Xa hơn về tổ tiên của ông, có nhiều chồng chéo phả hệ hơn do sự kết hôn chặt chẽ giữa Nhà Habsburg của Áo và Tây Ban Nha cũng như các chế độ quân chủ Công giáo khác.
| \| \| \| \| \| \| \| \| \| \| \| 8. Franz I của Thánh chế La Mã[9] (= 14) \| \| \| \| \| \| \| \| \| \| \| \| \| \| \| \| \| \| \| \| \| \| \| \| \| \| \| \| \| \| \| \| \| \| \| \| \| \| \| \| \| \| \| \| \| \| \| \| \| \| \| 4. Leopold II của Thánh chế La Mã[10] \| \| \| \| \| \| \| \| \| \| \| \| \| \| \| \| \| \| \| \| \| \| \| \| \| \| \| \| \| \| \| \| \| \| \| \| \| \| \| \| \| \| \| \| \| \| \| \| \| \| \| \| \| \| \| \| \| \| \| \| 9. Maria Theresia của Áo[9] (= 15) \| \| \| \| \| \| \| \| \| \| \| \| \| \| \| \| \| \| \| \| \| \| \| \| \| \| \| \| \| \| \| \| \| \| \| \| \| \| \| \| \| \| \| \| \| \| \| \| \| \| \| \| \| \| \| \| \| \| \| \| 2. Francis II của Thánh chế La Mã \| \| \| \| \| \| \| \| \| \| \| \| \| \| \| \| \| \| \| \| \| \| \| \| \| \| \| \| \| \| \| \| \| \| \| \| \| \| \| \| \| \| \| \| \| \| \| \| \| \| \| \| \| \| \| \| \| \| \| \| 10. Carlos III của Tây Ban Nha[11] (= 12) \| \| \| \| \| \| \| \| \| \| \| \| \| \| \| \| \| \| \| \| \| \| \| \| \| \| \| \| \| \| \| \| \| \| \| \| \| \| \| \| \| \| \| \| \| \| \| \| \| \| \| \| \| \| \| \| \| \| \| \| 5. María Luisa của Tây Ban Nha[10] \| \| \| \| \| \| \| \| \| \| \| \| \| \| \| \| \| \| \| \| \| \| \| \| \| \| \| \| \| \| \| \| \| \| \| \| \| \| \| \| \| \| \| \| \| \| \| \| \| \| \| \| \| \| \| \| \| \| \| \| 11. Maria Amalia của Saxony[11] (= 13) \| \| \| \| \| \| \| \| \| \| \| \| \| \| \| \| \| \| \| \| \| \| \| \| \| \| \| \| \| \| \| \| \| \| \| \| \| \| \| \| \| \| \| \| \| \| \| \| \| \| \| \| \| \| \| \| \| \| \| \| 1. Ferdinand I của Áo \| \| \| \| \| \| \| \| \| \| \| \| \| \| \| \| \| \| \| \| \| \| \| \| \| \| \| \| \| \| \| \| \| \| \| \| \| \| \| \| \| \| \| \| \| \| \| \| \| \| \| \| \| \| \| \| \| \| \| \| 12. Carlos III của Tây Ban Nha[12] (= 10) \| \| \| \| \| \| \| \| \| \| \| \| \| \| \| \| \| \| \| \| \| \| \| \| \| \| \| \| \| \| \| \| \| \| \| \| \| \| \| \| \| \| \| \| \| \| \| \| \| \| \| \| \| \| \| \| \| \| \| \| 6. Ferdinando I của Hai Sicilie[13] \| \| \| \| \| \| \| \| \| \| \| \| \| \| \| \| \| \| \| \| \| \| \| \| \| \| \| \| \| \| \| \| \| \| \| \| \| \| \| \| \| \| \| \| \| \| \| \| \| \| \| \| \| \| \| \| \| \| \| \| 13. Maria Amalia của Saxony[12] (= 11) \| \| \| \| \| \| \| \| \| \| \| \| \| \| \| \| \| \| \| \| \| \| \| \| \| \| \| \| \| \| \| \| \| \| \| \| \| \| \| \| \| \| \| \| \| \| \| \| \| \| \| \| \| \| \| \| \| \| \| \| 3. Maria Teresa của Napoli và Sicilia \| \| \| \| \| \| \| \| \| \| \| \| \| \| \| \| \| \| \| \| \| \| \| \| \| \| \| \| \| \| \| \| \| \| \| \| \| \| \| \| \| \| \| \| \| \| \| \| \| \| \| \| \| \| \| \| \| \| \| \| 14. Franz I của Thánh chế La Mã[9] (= 8) \| \| \| \| \| \| \| \| \| \| \| \| \| \| \| \| \| \| \| \| \| \| \| \| \| \| \| \| \| \| \| \| \| \| \| \| \| \| \| \| \| \| \| \| \| \| \| \| \| \| \| \| \| \| \| \| \| \| \| \| 7. Maria Karolina của Áo[13] \| \| \| \| \| \| \| \| \| \| \| \| \| \| \| \| \| \| \| \| \| \| \| \| \| \| \| \| \| \| \| \| \| \| \| \| \| \| \| \| \| \| \| \| \| \| \| \| \| \| \| \| \| \| \| \| \| \| \| \| 15. Maria Theresia của Áo[9] (= 9) \| \| \| \| \| \| \| \| \| \| \| \| \| \| \| \| \| \| \| \| \| \| \| \| \| \| \| \| \| \| \| \| \| \| \| \| \| \| \| \| \| \| \| |                                       |  |  |  |  |  |  |  |  |                                       |  |  |  |
| |                                       |  |  |  |  |  |  |  |  | 8. Franz I của Thánh chế La Mã (= 14) |  |  |  |
| |                                       |  |  |  |  |  |  |  |  |                                       |  |  |  |
| |                                       |  |  |  |  |  |  |  |  |                                       |  |  |  |
| |                                       |  |  |  |  |  |  |  |  |                                       |  |  |  |
| | 4. Leopold II của Thánh chế La Mã     |  |  |  |  |  |  |  |  |                                       |  |  |  |
| |                                       |  |  |  |  |  |  |  |  |                                       |  |  |  |
| |                                       |  |  |  |  |  |  |  |  |                                       |  |  |  |
| |                                       |  |  |  |  |  |  |  |  |                                       |  |  |  |
| | 9. Maria Theresia của Áo (= 15)       |  |  |  |  |  |  |  |  |                                       |  |  |  |
| |                                       |  |  |  |  |  |  |  |  |                                       |  |  |  |
| |                                       |  |  |  |  |  |  |  |  |                                       |  |  |  |
| |                                       |  |  |  |  |  |  |  |  |                                       |  |  |  |
| | 2. Francis II của Thánh chế La Mã     |  |  |  |  |  |  |  |  |                                       |  |  |  |
| |                                       |  |  |  |  |  |  |  |  |                                       |  |  |  |
| |                                       |  |  |  |  |  |  |  |  |                                       |  |  |  |
| |                                       |  |  |  |  |  |  |  |  |                                       |  |  |  |
| | 10. Carlos III của Tây Ban Nha (= 12) |  |  |  |  |  |  |  |  |                                       |  |  |  |
| |                                       |  |  |  |  |  |  |  |  |                                       |  |  |  |
| |                                       |  |  |  |  |  |  |  |  |                                       |  |  |  |
| |                                       |  |  |  |  |  |  |  |  |                                       |  |  |  |
| | 5. María Luisa của Tây Ban Nha        |  |  |  |  |  |  |  |  |                                       |  |  |  |
| |                                       |  |  |  |  |  |  |  |  |                                       |  |  |  |
| |                                       |  |  |  |  |  |  |  |  |                                       |  |  |  |
| |                                       |  |  |  |  |  |  |  |  |                                       |  |  |  |
| | 11. Maria Amalia của Saxony (= 13)    |  |  |  |  |  |  |  |  |                                       |  |  |  |
| |                                       |  |  |  |  |  |  |  |  |                                       |  |  |  |
| |                                       |  |  |  |  |  |  |  |  |                                       |  |  |  |
| |                                       |  |  |  |  |  |  |  |  |                                       |  |  |  |
| | 1. Ferdinand I của Áo                 |  |  |  |  |  |  |  |  |                                       |  |  |  |
| |                                       |  |  |  |  |  |  |  |  |                                       |  |  |  |
| |                                       |  |  |  |  |  |  |  |  |                                       |  |  |  |
| |                                       |  |  |  |  |  |  |  |  |                                       |  |  |  |
| | 12. Carlos III của Tây Ban Nha (= 10) |  |  |  |  |  |  |  |  |                                       |  |  |  |
| |                                       |  |  |  |  |  |  |  |  |                                       |  |  |  |
| |                                       |  |  |  |  |  |  |  |  |                                       |  |  |  |
| |                                       |  |  |  |  |  |  |  |  |                                       |  |  |  |
| | 6. Ferdinando I của Hai Sicilie       |  |  |  |  |  |  |  |  |                                       |  |  |  |
| |                                       |  |  |  |  |  |  |  |  |                                       |  |  |  |
| |                                       |  |  |  |  |  |  |  |  |                                       |  |  |  |
| |                                       |  |  |  |  |  |  |  |  |                                       |  |  |  |
| | 13. Maria Amalia của Saxony (= 11)    |  |  |  |  |  |  |  |  |                                       |  |  |  |
| |                                       |  |  |  |  |  |  |  |  |                                       |  |  |  |
| |                                       |  |  |  |  |  |  |  |  |                                       |  |  |  |
| |                                       |  |  |  |  |  |  |  |  |                                       |  |  |  |
| | 3. Maria Teresa của Napoli và Sicilia |  |  |  |  |  |  |  |  |                                       |  |  |  |
| |                                       |  |  |  |  |  |  |  |  |                                       |  |  |  |
| |                                       |  |  |  |  |  |  |  |  |                                       |  |  |  |
| |                                       |  |  |  |  |  |  |  |  |                                       |  |  |  |
| | 14. Franz I của Thánh chế La Mã (= 8) |  |  |  |  |  |  |  |  |                                       |  |  |  |
| |                                       |  |  |  |  |  |  |  |  |                                       |  |  |  |
| |                                       |  |  |  |  |  |  |  |  |                                       |  |  |  |
| |                                       |  |  |  |  |  |  |  |  |                                       |  |  |  |
| | 7. Maria Karolina của Áo              |  |  |  |  |  |  |  |  |                                       |  |  |  |
| |                                       |  |  |  |  |  |  |  |  |                                       |  |  |  |
| |                                       |  |  |  |  |  |  |  |  |                                       |  |  |  |
| |                                       |  |  |  |  |  |  |  |  |                                       |  |  |  |
| | 15. Maria Theresia của Áo (= 9)       |  |  |  |  |  |  |  |  |                                       |  |  |  |
| |                                       |  |  |  |  |  |  |  |  |                                       |  |  |  |
| |                                       |  |  |  |  |  |  |  |  |                                       |  |  |  |